# مايك إديسون
مايك إديسون (بالإنجليزية: Mike Edison)‏ هو صحفي أمريكي، ولد في 2 أغسطس 1964 في نيو برونزويك في كندا.

## وصلات خارجية
- الموقع الرسمي